# شيري كيو كيو 3
شيري كيو كيو 3 (بالإنجليزية: Chery QQ3)‏ هي النسخة الصينية لسيارة شيفروليه سبارك أنتجت سنة 2003 ولاقت رواجا كبيرا في الصين والدول النامية وشمال افريقيا وروسيا وهي ممنوعة في أوروبا لنقص السلامة وعدم المطابقة لشروط السلامة الأوروبية.